# Elionurus hirtifolius
Elionurus hirtifolius är en gräsart som beskrevs av Eduard Hackel. Elionurus hirtifolius ingår i släktet Elionurus och familjen gräs. Inga underarter finns listade i Catalogue of Life.